# تپه چناران
تپه چناران مربوط به هزاره ۵ تا هزاره سوم قبل از میلاد است و در چناران، خیابان امام خمینی، میدان امام حسین، کوچه ۱۰ دی واقع شده و این اثر در تاریخ ۲۴ تیر ۱۳۸۲ با شمارهٔ ثبت ۹۲۴۳ به‌عنوان یکی از آثار ملی ایران به ثبت رسیده است.